# Mount Argus
Mount Argus ist ein wuchtiger und isolierter Berg mit drei voneinander getrennten Gipfeln, dessen höchster 1220 m erreicht. Er ragt im nordöstlichen Palmerland auf der Antarktischen Halbinsel in einer Entfernung von 16 km westnordwestlich des Miller Point zwischen dem Poseidon-Pass und dem Athene-Gletscher auf.
Luftaufnahmen vom Berg entstanden am 28. September 1940 bei der United States Antarctic Service Expedition (1939–1941). Der britische Geologe Arthur Gilmore Fraser vom British Antarctic Survey führte 1961 eine geodätische Vermessung durch. Das UK Antarctic Place-Names Committee benannte ihn 1963 nach König Argos aus der griechischen Mythologie.